# وور (صربستان)
وور (به صربی: Vever) یک منطقهٔ مسکونی در صربستان است که در نووی پازار واقع شده‌است.